# Чансин
Чанси́н (кит. упр. 长兴, пиньинь Chángxīng) — уезд городского округа Хучжоу провинции Чжэцзян (КНР).

## История
Ещё в эпоху Вёсен и Осеней Фугай — ван царства У — построил здесь обнесённый стенами город. Так как по форме он был узким и длинным, то его назвали «длинным городом» — «Чанчэн» (长城).
После объединения китайских земель в империю Цзинь из уезда Учэн (乌程县) в 282 году был выделен уезд Чанчэн (长城县).
После того, как Чжу Вэнь основал государство Поздняя Лян, то соблюдая табу на имена, чтобы избежать использования иероглифа, читающегося так же, как и имя его отца Чжу Чэна, уезд Чанчэн был в 910 году переименован в Чансин.
После образования КНР уезд вошёл в состав Специального района Цзясин (嘉兴专区).
В 1973 году Специальный район Цзясин был переименован в Округ Цзясин (嘉兴地区).
В октябре 1983 года округ Цзясин был расформирован, а вместо него были образованы городские округа Цзясин и Хучжоу; уезд вошёл в состав городского округа Хучжоу.

## Административное деление
Уезд делится на 3 уличных комитета, 9 посёлков и 2 волости.

## Экономика
Важное значение имеет сельское хозяйство, особенно культивирование красной восковницы. 